# Calea ferată Brașov–Întorsura Buzăului
Calea ferată Brașov-Întorsura Buzăului este o linie de cale ferată secundară din România. Este simplă, neelectrificată și leagă localitățile Brașov și Întorsura Buzăului. Construcția ei a durat 9 ani; proiectarea a început în 1922, construcția tunelului de pe traseu s-a efectuat între 1924-1929, iar inaugurarea liniei a avut loc la data de 25 iunie 1931. În data de 30 iunie 2018 podul de piatră de la Budila a fost distrus de o viitură.

## Traseu
Pornind din Brașov linia CFR 403 coincide pe primii 7 kilometri cu magistrala 400 (Brașov - Siculeni - Satu Mare), până în localitatea Hărman. Până aici, linia este electrificată și, cu excepția a 900 de metri de la legătura cu zona de Triaj (Brașov) până în Hărman, simplă. Traseul se îndreaptă apoi spre est, prin localitatea Budila, iar după aceea are un parcurs ascendent (120 de metri în 7 kilometri, circa 1.7%) până în Teliu. Linia traversează șoseaua cu un impresionant viaduct, iar apoi face trecerea în județul Covasna (pe raza căruia se află Întorsura Buzăului) pe sub munte, prin cel mai lung tunel de cale ferată din România (4,37 km). Tunelul a fost construit în timpul regatului României de către firma germană Julius Berger, între 1924-1929, și este prevăzut pentru linie dublă și electrificată. Imediat după ieșirea din tunel, linia se termină în gara Întorsura Buzăului.
Doar 35 de kilometri (în linie dreaptă) lipsesc din calea ferată pentru a lega direct orașul Brașov de Buzău, deoarece de partea opusă a munților, calea ferată Buzău–Nehoiașu a fost construită în 1909, tot în perspectiva creării unei noi conexiuni de transport transcarpatice. Acest proiect nu s-a materializat niciodată, iar legătura feroviară între aceste orașe se face pe ruta Brașov - Ploiești - Buzău, sau alternativ, Brașov - Ciceu - Adjud - Buzău.

## Stare actuală
Între 2018 și 2022, linia a fost închisă, pentru repararea podului de la Budila. De atunci, se poate circula pe toată lungimea liniei.